# Legge Savary
La legge del 26 gennaio 1984 sull'istruzione superiore, nota come legge Savary (dal nome del ministro Alain Savary), diede vita ad un'ampia riforma dell'istruzione superiore in Francia, con particolare riferimento alle università. Al 2024, diverse disposizioni sono ancora in vigore.
La legge definiva le quattro missioni dell'istruzione superiore, creava gli Istituti pubblici a carattere scientifico, culturale e professionale, nonché un comitato per la loro valutazione.

## Contenuto
La legge rivedeva completamente la legge del 12 novembre 1968, nota come legge Faure, ma ne conservava i principi fondamentali.
La legge creava il concetto di "servizio pubblico di istruzione superiore", che avrebbe dovuto contribuire a riunire i vari corsi (università, grande école, corsi di formazione brevi):
(Art. 1 della legge del 26 gennaio 1984.)
Il documento definiva inoltre le quattro missioni dell'istruzione superiore:
- formazione iniziale e continua;
- ricerca scientifica;
- diffusione della cultura scientifica e dell'informazione tecnico-scientifica;
- cooperazione internazionale.

La legge conferma l'esistenza di tre cicli universitari.
La legge creava istituti pubblici a carattere scientifico, culturale e professionale (établissements publics à caractère scientifique, culturel et professionnelle), che andavano a sostituirsi agli istituti pubblici a carattere scientifico e culturale della legge Faure. Questi istituti erano le università, a cui vengono assimilati i politecnici nazionali, ovvero potevano essere di nuova creazione:
- le scuole e gli istituti al di fuori delle università;
- le scuole normali superiori, scuole francesi all'estero e i grand établissement.

Questo status rifletteva il desiderio della maggioranza dell'epoca di unificare il servizio pubblico di istruzione superiore e quindi di dare alle scuole le stesse regole delle università; tuttavia, fin dall'inizio la natura particolare di queste ultime ne uscì rafforzata. Inoltre, negli anni successivi, apparvero nuove deroghe, ad esempio con le università tecnologiche (rivolte alla formazione degli ingegneri e alla ricerca tecnologica) che, in base alla legge sull'istruzione professionale del 1985, erano esenti dall'applicazione della legge generale sulle università.
Questa legge stabiliva i contratti tra gli EPSCP e lo Stato.
Le università erano costituite da diverse componenti:
- istituti o scuole creati per decreto, previa consultazione del Consiglio nazionale dell'istruzione superiore e della ricerca;
- unità di formazione e di ricerca create con decreto del Ministro dell'Educazione Nazionale (in sostituzione delle unità di insegnamento e di ricerca della Legge Faure, che a loro volta sostituivano le facoltà) ;
- dipartimenti, laboratori e centri di ricerca creati con decisione del Consiglio superiore[5].

Il nuovo status giuridico di "scuola interna", insieme alla legge del 23 dicembre 1985 sull'istruzione tecnologica e professionale, incoraggiò la creazione di diverse scuole ingegneristiche.
Nelle università in cui esistevano già un consiglio di amministrazione e un consiglio scientifico, furono istituiti anche un consiglio degli studi e della vita universitaria. Questa disposizione mirava a rafforzare la democrazia all'interno delle istituzioni scolastiche.
La legge Savary confermava l'esistenza di una "Conferenza dei direttori di istituti scientifici, culturali e professionali pubblici", meglio nota come Conferenza dei presidenti delle università.
Inoltre, creò un Comitato nazionale per la valutazione degli istituti pubblici a carattere scientifico, culturale e professionale, che era responsabile della valutazione dell'EPCSCP.

## Emendamenti successivi
Nel 1986, il governo di Jacques Chirac (2) voleva sovvertire la legge Savary con il disegno di legge Devaquet, ma il testo fu infine ritirato.
La legge Savary fu recepita nel Codice dell'Istruzione nel 2000. Molte delle disposizioni rimasero in vigore, ma furono successivamente modificate da:
- la legge sul programma di ricerca del 2006 (creazione dell'Agenzia di valutazione della ricerca e dell'istruzione superiore);
- la legge del 2007 sulle libertà e le responsabilità universitarie (governance universitaria);
- la legge del 2013 sull'istruzione superiore e la ricerca (governance universitaria, creazione del Consiglio superiore per la valutazione della ricerca e dell'istruzione superiore);
- la legge del 2018 sull'orientamento e il successo degli studenti (ammissione al primo ciclo di studi universitari).

## Reazioni
La legge Savary, che abolì la selezione all'ingresso dell'università, scatenò proteste (rivolte e scioperi) organizzate dall'estrema destra negli atenei più elitari o a maggioranza di destra: la stampa parlò di un "maggio 68 al contrario" a cui parteciparono il Groupe Union Défense e i sindacati studenteschi di destra, oltre a un coordinamento nazionale degli studenti contrari alla riforma Savary.